# CNBC
CNBC (tiếng Anh: Consumer News and Business Channel) là một kênh tin tức kinh doanh trả tiền của Mỹ, thuộc sở hữu của NBCUniversal Television and Streaming, một bộ phận của NBCUniversal, với cả hai đều thuộc sở hữu của Comcast. Công ty đặt trụ sở tại Englewood Cliffs, New Jersey,  và chủ yếu thực hiện đưa tin một ngày làm việc của thị trường tài chính Hoa Kỳ và quốc tế; Sau khi kết thúc ngày làm việc và vào những ngày không giao dịch tài chính, CNBC chủ yếu thực hiện các bộ phim tài liệu và chương trình thực tế có chủ đề tài chính và kinh doanh.
CNBC ban đầu được thành lập vào ngày 17 tháng 4 năm 1989 dưới dạng liên doanh giữa NBC và Cablevision với tư cách là Consumer News and Business Channel - Kênh tin tức và kinh doanh tiêu dùng. Hai năm sau, vào năm 1991, kênh đã mua lại đối thủ cạnh tranh chính là Financial News Network, một động thái mở rộng cả thị phần và lực lượng lao động của mình. Cablevision sau đó đã bán cổ phần của mình cho NBC, trao quyền sở hữu duy nhất cho NBC. Tính đến tháng 2 năm 2015, CNBC có sẵn cho khoảng 93.623.000 hộ gia đình truyền hình trả tiền (80,4% hộ gia đình có truyền hình) tại Hoa Kỳ. Năm 2007, kênh này được xếp hạng là kênh truyền hình cáp có giá trị thứ 19 tại Hoa Kỳ, trị giá khoảng 4 tỷ đô la.
Ngoài thị phần nội địa của Hoa Kỳ, các phiên bản CNBC địa phương khác nhau cũng đang hoạt động, phục vụ các khu vực và quốc gia khác nhau. NBCUniversal là chủ sở hữu hoặc cổ đông nhỏ liên quan trong nhiều phiên bản địa phương này.